# Reflektor
Reflektor es el cuarto álbum de estudio de la banda canadiense de indie rock Arcade Fire, lanzado el 28 de octubre de 2013. Este álbum doble fue producido por el exlíder de LCD Soundsystem, James Murphy, el productor Markus Dravs y la misma banda.
Influenciado por la música haitiana rara, la película de 1959 Orfeo negro y el ensayo de Søren Kierkegaard titulado "The Present Age", el lanzamiento del álbum fue precedido por una campaña de marketing de guerrilla inspirada en los dibujos haitianos veve, así como por el lanzamiento del sencillo «Reflektor» en formato de edición limitada, acreditado bajo el nombre de la banda ficticia The Reflektors.

## Antecedentes
Los orígenes del álbum provienen de un viaje realizado por el vocalista y guitarrista Win Butler en compañía de la multiinstrumentista Régine Chassagne al país natal de la familia de ella, Haití. Butler, señaló: "Ir a Haití por primera vez con Régine fue el comienzo de un gran cambio en la forma en la que pensaba acerca del mundo. Generalmente, creo que tienes la mayor parte de tus influencias musicales bloqueadas para cuando tienes 16. Había una banda que [siento que] me cambió musicalmente, realmente me abrió a esta gran, enorme cantidad de cultura e influencias a las cuales no había estado expuesto antes, lo que fue realmente un cambio de vida." Inspirados por la música rara haitiana, Butler y Chassagne incorporaron elementos de este sonido en el nuevo material de la banda, junto con influencias jamaicanas. Butler declaró, "Quiero decir, no es como si nuestra banda estuviese tratando de tocar música haitiana. Simplemente sentí que nos abrimos a una nueva influencia. Bob Marley probablemente sintió lo mismo la primera vez que escuchó a Curtis Mayfield."

## Grabación
Grabando en Luisiana, la banda comenzó a trabajar en Reflektor en 2011, y posteriormente se trasladó a Jamaica al año siguiente con el productor Markus Dravs.

## Campaña publicitaria

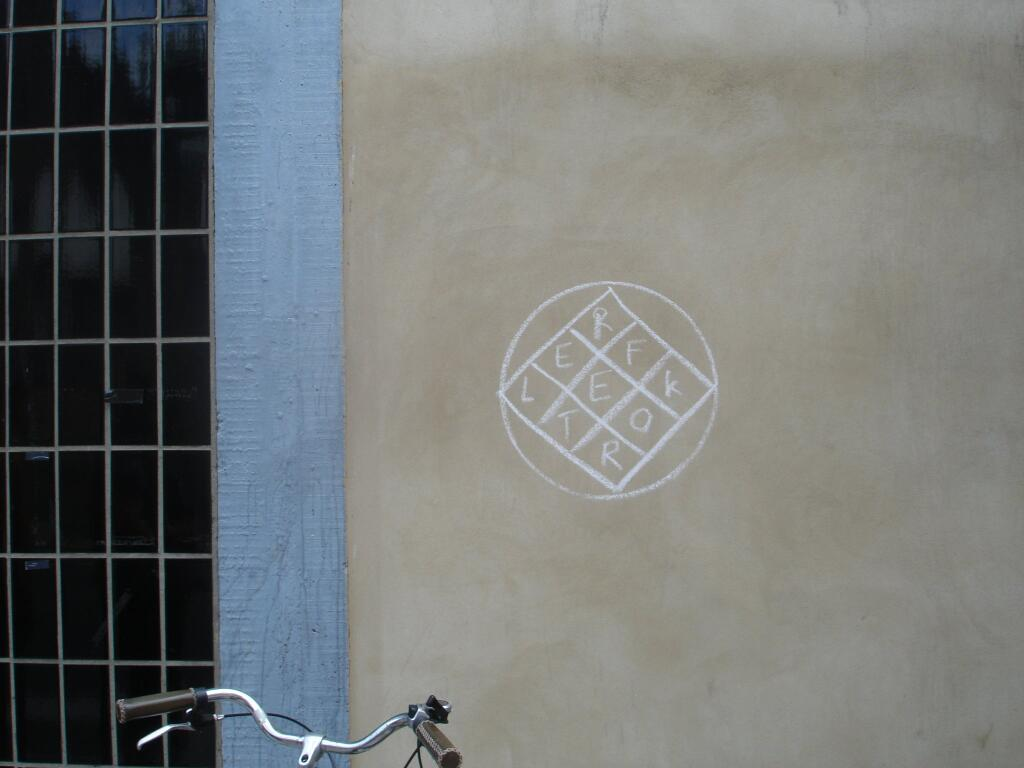
Grafiti promocional del álbum.

A principios de agosto, un logo críptico con la palabra "reflektor", apareció en distintas ciudades alrededor del mundo. Este arte urbano fue reportado como parte de una campaña de marketing de guerrilla para introducir el nuevo álbum de Arcade Fire. La confirmación del álbum y su correspondiente fecha de lanzamiento ya había sido anunciada a través de un mensaje en Twitter, escrito en respuesta a la pregunta de un fanático. Una cuenta de Instagram publicó fotos del símbolo, e incluyó un video de uno de estos siendo dibujando.
El 26 de agosto, Arcade Fire confirmó que dichos trabajos se relacionaban con ellos, con un gran mural en un edificio en el centro de Manhattan, que incluyó cuatro de dichos símbolos y las palabras "Arcade Fire 9pm 9/9". El 9 de septiembre de 2013, la banda lazó dos videos para el primer sencillo, que también que da el título al álbum. Win Butler publicó que los grafitis están inspirados en los dibujos haitianos veve.
La campaña recibió publicidad negativa tras un artículo publicado en Slate en septiembre de 2013, describiendo casos de daños a la propiedad como resultado de los anuncios.
La banda emitió una disculpa, explicando que los estarcidos inicialmente tenían como objeto utilizar tiza u otros materiales lavables, en lugar de pinturas en aerosol.

## Diseño artístico
La portada del álbum, revelada el 9 de septiembre de 2013, es una imagen de la escultura de Orfeo y Eurídice, obra de Auguste Rodin.

## Lanzamiento
El 2 de septiembre de 2013, la banda lanzó un clip de 15 segundos a través de Spotify, titulado "9pm 9/9", dentro de un álbum llamado Reflektor.
El 9 de septiembre del mismo año, la banda anunció un show secreto de último minuto, bajo el nombre de "The Reflektors", en el Montreal's Salsathèque Club, a las 9:00 h, con un valor de $9. Posteriormente, el grupo presentó en el programa Saturday Night Live, el 28 de septiembre, un concierto especial de 30 minutos, transmitido por la cadena NBC, que contó con las apariciones de Bono, Ben Stiller, James Franco, Michael Cera y Zach Galifianakis. La banda estrenó tres canciones, «Here Comes the Night Time», «We Exist» y «Normal Person». El 12 de octubre, la banda lanzó un video teaser con treinta segundos de la canción «Awful Sound (Oh Eurydice)». El 21 de octubre se publicó la canción «Afterlife», acompañada de imágenes de la película de 1959 Orfeo negro, de Marcel Camus. Ese mismo día fue presentada en el programa The Colbert Report, junto con «Normal Person».

## Recepción
Rolling Stone le dio al álbum una calificación de 4.5/5, declarando que es "el mejor álbum de Arcade Fire"

## Lista de canciones
El 23 de septiembre de 2013, el grupo reveló la lista de canciones en la página oficial en Facebook.

| Disco 1 |                             |          |  |
| N.º     | Título                      | Duración |  |
| 1.      | «Reflektor»                 | 7:34     |  |
| 2.      | «We Exist»                  | 5:44     |  |
| 3.      | «Flashbulb Eyes»            | 2:42     |  |
| 4.      | «Here Comes the Night Time» | 6:30     |  |
| 5.      | «Normal Person»             | 4:22     |  |
| 6.      | «You Already Know»          | 3:59     |  |
| 7.      | «Joan of Arc»               | 5:26     |  |

| Disco 2 |                                |          |  |
| N.º     | Título                         | Duración |  |
| 1.      | «Here Comes the Night Time II» | 2:52     |  |
| 2.      | «Awful Sound (Oh Eurydice)»    | 6:13     |  |
| 3.      | «It's Never Over (Oh Orpheus)» | 6:42     |  |
| 4.      | «Porno»                        | 6:02     |  |
| 5.      | «Afterlife»                    | 5:52     |  |
| 6.      | «Supersymmetry»                | 11:16    |  |